# Château de Neuf-Marché
Le château de Neuf-Marché est un ancien château fort, de nos jours en ruines, dont les vestiges se dressent sur la commune française de Neuf-Marché dans le département de la Seine-Maritime, en région Normandie.
Les ruines sont inscrites aux sites pittoresques du département[réf. souhaitée].

## Localisation
le château est situé sur un promontoire formé par la falaise de Bray, là où elle est entaillée par la vallée de l'Epte, sur les franges de la forêt de Lyons, ce qui en fait une position défensive idéale, sur la commune de Neuf-Marché dans le département de la Seine-Maritime. Cette place des ducs de Normandie, bâti à 20 km en amont sur l'Epte de Gisors, sur la frontière franco-normande, occupe une avancée du plateau vexinois perpendiculaire à la vallée.

## Historique
En 1065, Neufmarché, qu'Orderic Vital note un siècle plus tard castrum quod Novus-Mercatus dicitur, était déjà depuis longtemps fortifié.
En 1064, le duc de Normandie Guillaume, qui allait prendre le surnom de conquérant, retira Neuf-Marché des mains de la famille de Geoffroi. Guillaume, voyant que les habitants de Beauvais faisaient tous leurs efforts pour ravager les frontières du duché, confia à plusieurs de ses barons, pour le défendre , le château de Neuf-Marché, après en avoir expulsé, pour une légère offense, Geoffroi qui en était l'héritier naturel. L'entreprise des barons ne réussit guère qu'une année, à cause des habitants de Milly et de Gerberoy et d'autres lieux voisins qui infestaient le pays. Il confie alors le fort à Hugues de Grandmesnil et Gérold, le Sénéchal. En l'espace d'un an, ils firent prisonniers les deux principaux seigneurs du Beauvaisis, et rétablirent dans le pays une tranquillité parfaite, après avoir battu les autres ennemis.
En 1118-1120 le château de Neuf-Marché est reconstruit par Henri Ier d'Angleterre pour défendre le passage de l'Epte et mettre la Normandie a couvert des hostilités des rois de France. Guillaume de Roumare en devient le gardien.
En 1195, Philippe Auguste prend Neuf-Marché et sa forteresse à Richard Cœur de Lion et le donne à Guillaume III de Garlande en 1198.
En 1290, à Rouen, Jeanne de Beaumont-Gâtinais fait un échange de son château et garenne de Neufmarché-sur-Epte, avec Philippe le Bel.
En 1419, Henri V d'Angleterre assiège et reprend Neuf-Marché et détruit la forteresse.

## Description
Les maigres vestiges du château de Neuf-Marché occupent le point le plus haut du plateau et marquent la limite d’une haute cour, de 80 m de diamètre, dont le niveau se situe 4 à 6 m au-dessus du terrain environnant. Sur l'arrière, la place domine un affaissement du plateau évitant le besoin d'un fossé de protection, et, sur l'avant, vers la vallée, il surplombe une terrasse inférieure en pointe ou se trouvait la basse-cour. Plus en avant encore, le plateau se termine par une terrasse sur laquelle s'est établi le village qui était séparé du côté de la basse-cour par un fossé et par une enceinte du côté de la vallée. L'ensemble s'étire sur 160 m de long.

### État ancien
Vers le milieu du XIXe siècle, Auguste Guilmeth décrit le château comme suit :
« Ce château possédait, au milieu de son enceinte, une belle place d'armes. Il avait trois portes, dont l'entrée était défendue par un pareil nombre de tours. Ses murs étaient solidement bâtis, et leur épaisseur les rendaient capables de résister aux plus grands efforts des hommes et surtout aux armes et aux machines de guerre de ce temps-là ».
En 1833, l'historien de la Normandie Nicolas René Potin de la Mairie écrivait :
« Au milieu de la vallée d'Epte, sur un mamelon crayeux qui contraste avec tout ce qui l'entoure, s'élèvent les restes du château de Neufmarché. Encore quelques années, et, de ces restes, rien n'apparaîtra dans le paysage où ils font si bien. Les anciens glacis ont été enlevés. Le terrain rapide sur lequel ils étaient construit a été défriché ; aujourd'hui on y cultive la vigne, rebelle aux soins qu'on lui prodigue. Sur l'emplacement d'une tour dont les contours existent encore, j'ai remarqué un plan d'asperges. Par goût pour l'horticulture, on a déclaré la guerre a l'antiquité. Cette tour était naguère encore pavée de ses carreaux de terre cuite, couverts d'arabesques de bon goût qui ont été a la mode il y a quelques siècles. J'en ai vu de semblables dans une chapelle de l'église de Gisors. 
L'enceinte du château est en culture. On y a récolté du seigle cette année. De jeunes frênes et des ronces poussent çà et là, le long de quelques pans de vieilles murailles blanchâtres, inégales en hauteur, et profondément crénelées par les années. Les lierres rampent, faute de soutien, sur des éboulements que le temps a produits, ou qu'a hâtés la main des hommes ; car ces vieux murs de Neufmarché, c'est aujourd'hui une carrière que le propriétaire exploite, comme si les siècles ne suffisaient pas pour consommer leur destruction. Dans la partie de l'enceinte qui regarde vers le nord, une large crevasse s'est faite, et, a travers, on découvre la riche vallée de Bray qui est là encadrée avec ses nombreuses plantations, ses herbages et ses chaumières isolées dans les masures, comme un paysage pittoresque, dans une bordure plus pittoresque encore.
De côté sur un coteau tout blanc auquel on monte par un chemin rapide creusé dans la craie, on voit la ferme de Joyeux repos qui se détache sur l'épaisse verdure d'un bois, riante couronne de la colline desséchée. Joyaux repos, c'était, sans doute, dans l'origine, un rendez-vous de chasse, une maison de plaisance de quelque seigneur du canton, de Neufmarché peut-être, car, là, nos premiers ducs avaient placé un de leurs guerriers pour garder la frontière de leur nouvel état. C'était Hugues de Grandmesnil. Henri Ier, roi d'Angleterre et duc de Normandie avait fait construire ce château de Neufmarché pour défendre le passage de l'Epte qui prend sa source à Riberpré, auprès de Forges, était la limite des deux états. Elle séparait la Normandie d'avec la France.
Les ruines de Neufmarché forment un parallélogramme irrégulier, dont trois côtés son fermés par des constructions. Du côté du levant, il n'y en a plus. L'extérieur montre encore la place d'une grosse tour hémisphérique appliquée contre une autre tour plus grosse encore. Contre cette tour, s'appuie, à l'intérieur, un bastion dont le coin est cannelé. Il semble masquer l'entrée en plein cintre d'un souterrain placé sous la tour. Une galerie voûtée y conduisait. Un bastion parallèle au premier continue la galerie. Deux monceaux de pierres indiquent, près de la tour, une enceinte extérieure. Des restes de tours, de murailles, des pleins ceintres rompus, des brèches faites par l'action du temps et les efforts des hommes, tels sont les restes d'un château qui donne encore une idée exacte de l'architecture militaire du XIIe siècle. Le donjon s'élève sur une motte élevée, ronde, conique, probablement en partie faite de main d'homme pour augmenter sa hauteur. On voit les restes des fossés qui l'entouraient encore revêtus, par places, de quelque maçonnerie. Sur le bord de l'ancienne route de Paris, dans la montée qui conduisait au château, et sur le côté opposé de cette route, existe encore un vieux pan de muraille percé d'une porte en cintre surbaissé. Ce sont les restes de la porte qui donnait entrée dans le bourg. La tradition veut qu'un souterrain communiquait du château à la rivière ».